# Schistura magnifluvis
Schistura magnifluvis és una espècie de peix de la família dels balitòrids i de l'ordre dels cipriniformes.

## Morfologia
Els mascles poden assolir els 8,5 cm de longitud total.

## Distribució geogràfica
Es troba al curs mitjà del riu Mekong.